# Contoocook (New Hampshire)
Pour les articles homonymes, voir Contoocook.
Contoocook est un village et un census-designated place (CDP) des États-Unis situé dans le comté de Merrimack, dans l'État du New Hampshire. Le village est une des trois communautés constituant la ville de Hopkinton.

## Population
La population était de 1,427 personnes au recensement de 2020.

## Personnalités liées
- Rose Flanders Bascom, dompteuse née à Contoocook